# Gamma Persei
Gamma Persei (23 Persei) é uma estrela na direção da constelação de Perseus. Possui uma ascensão reta de 03h 04m 47.79s e uma declinação de +53° 30′ 23.2″. Sua magnitude aparente é igual a 2.91. Sua distância de 256 anos-luz em relação à Terra. Pertence à classe espectral G8III+....